# Acqui Terme
Acqui Terme é uma comuna italiana da região do Piemonte, província de Alexandria, com cerca de 19 000 habitantes. Estende-se por uma área de 33 km², tendo uma densidade populacional de 581 hab/km². Faz fronteira com Alice Bel Colle, Castel Rocchero (AT), Cavatore, Grognardo, Melazzo, Montabone (AT), Ricaldone, Strevi, Terzo, Visone.

## Demografia
| Variação demográfica do município entre 1861 e 2011 |
|                                                     |
| Istituto Nazionale di Statistica (ISTAT)            |